# أوزيبيو (لاعب كرة قدم)
أوزيبيو (بالبرتغالية: Carlos de Jesus Euzébio‏) هو لاعب كرة قدم برازيلي في مركز الهجوم، ولد في 16 نوفمبر 1951 في سانتا باربرا دي أويستي في البرازيل، وتوفي في 11 مارس 2010 بسبب حادث سيارة. لعب مع كلوب ليون ونادي جامعة غوادالاخارا ونادي سانتوس ونادي مونتيري.